# Jed Rothstein
Jed Rothstein (* 20. Jahrhundert) ist ein US-amerikanischer Filmregisseur und Filmproduzent im Bereich des Dokumentarfilms.

## Karriere
Rothsteins Karriere im Filmgeschäft begann im Jahr 1999, als er als Mitproduzent in der Dokumentation American Gypsy mitwirkte. Für seine Mitwirkung im Produktionsteam bei Kids Behind Bars aus dem Jahr 2001 erhielt Rothstein 2003 einen Emmy bei den News & Documentary Emmy Awards. Als Filmregisseur war er im Jahr 2002 das erste Mal verantwortlich, dabei handelte es sich um einen Dokumentarfilm über AIDS.
Seine Fernsehdokumentationen werden unter anderem bei den Sendern Home Box Office, National Geographic Channel, Discovery Channel und CNN gezeigt.
Bei der Oscarverleihung 2011 erhielt Rothstein eine Nominierung für seinen Film Killing in the Name in der Kategorie bester Dokumentar-Kurzfilm erhielt.
Jed Rothstein lebt mit seiner Frau, der Autorin Mira Jacob, und seinem Sohn in New York.

## Filmografie (Auswahl)
- 2002: Hidden Crisis: Women & AIDS (Dokumentarfilm)
- 2010: Killing in the Name (Dokumentar-Kurzfilm)
- 2013: Made in America (Dokumentarfilm)
- 2017: The China Hustle (Dokumentarfilm)